# سيد ديفيس
سيد ديفيس (بالإنجليزية: Sid Davis)‏ هو منتج أفلام ومخرج وممثل أمريكي، ولد في 1 أبريل 1916 بشيكاغو في الولايات المتحدة، وتوفي في 16 أكتوبر 2006 في الولايات المتحدة.

## ترشيحات
- جائزة الأوسكار لأفضل فيلم حي قصير (1968)

## وصلات خارجية
- سيد ديفيس على موقع IMDb (الإنجليزية)
- سيد ديفيس على موقع تيرنر كلاسيك موفيز (الإنجليزية)
- سيد ديفيس على موقع أول موفي (الإنجليزية)
- سيد ديفيس على موقع قاعدة بيانات الأفلام السويدية (السويدية)
- سيد ديفيس على موقع قاعدة بيانات الفيلم (الإنجليزية)
- سيد ديفيس على موقع كينوبويسك (الروسية)